# FAITH (バンド)
FAITH（フェイス）は、日本の男女混成4人組ロックバンド。2015年結成。所属芸能事務所はオフィスオーガスタ。所属レコード会社兼レーベルはバップ。　

## 概要
結成当初はヤジマと荒井からなる日本人と、ドリチュラーとキャスナー、メランソンからなるアメリカとのハーフ、女性2人、男性3人で構成されていた。また、ハーフの3人は幼馴染でもある。
中学2年生の時に兄がバンド活動をしており、それを機に地元のライブハウスである伊那GRAMHOUSEに通い出したのがきっかけで意気投合したヤジマ、キャスナー、メランソンの3人で前身のバンドを結成する。当初はキャスナーがボーカルを務めていたが変声を境に歌えなくなってしまう。その後、中学から高校に進学する2015年の春に、幼馴染であり同じように中学時代から伊那GRAMHOUSEに通っていたドリチュラーと荒井が加入して結成された。
楽曲は各々がサビやイントロを持ち寄り、スタジオで話し合いながら制作していく。なお、最初のパーツを持ってきた者が制作の指揮を取ることが多いという。そのため、作曲と編曲のクレジットはバンド名義を使用している。
バンド名はメンバー同士の音でお互いが信頼出来る感じや、観客とバンド間の信頼を意味している。また、言葉の響きの良さもあるという。
2021年3月5日をもってルカ メランソンが脱退。それに伴い3月31日に発売予定だったアルバム「Sweet Error」が4月28日に延期となった。
ルカ脱退後は4人体制になったが、メンバー4人で新体制として活動を続けていくほどに「“FAITH”は5人でこそ“FAITH”だった」ということをそれぞれが痛感し、「5人で始めたFAITHをこのまま大切に残したい」という思いが強まったことで8月28日、29日に行われた伊那GRAMHOUSEでのライブをもって解散した。

## メンバー（解散時）
- Akari Dritschler
  - ボーカル、作詞担当。インディーズ時代の名義はドリチュラーアカリ。元々はクラシック専攻で、小学生の頃は合唱、中学生の頃は声楽を学んでおり、テイラー・スウィフトや洋楽のポップ・ミュージックを聴いていた[5]。先輩のバンドが開催した自主企画ライブに誘われてライブハウスに行ったのを機にバンド活動に興味を示すようになる。作詞は自身の身の回りに起こったことを元に書いており、普段から携帯にいろいろな感情をメモしていて、それをスタジオでプレゼンテーションし、同時にメロディも考えるというスタイルを取っている[2]。また、解散後、日テレ系列で放送された、ルパン三世 PART6の第1クールエンディングテーマ「MILK TEA」のヴォーカルに抜擢された。
- ヤジマレイ
  - ギター、ボーカル担当。インディーズ時代の名義はヤジマレイ。小学5年生の誕生日にアコースティック・ギターを買ってもらい、ゆずなどをコピーしていた。中学生の頃より親の影響でヴァン・ヘイレンに熱中しエレクトリック・ギターを弾くようになる[5]。ギターを始めてから洋楽を聴くようになり、特にRed Hot Chili Peppersから多大な影響を受けている。
  - 現在は、ポップロックデュオReiRayとして活動中。
- レイ キャスナー
  - ギター、ボーカル担当。インディーズ時代の名義はコバヤシレイ。All Time Lowから影響を受けている。
  - 現在は、ポップロックデュオReiRayとして活動中。
- 荒井藤子
  - ベース担当。インディーズ時代の名義から唯一変わっていない。中学3年生の時に兄の影響でベースを始める。FAITHを組んでからは洋楽やインディーズのバンドも聴くようになったという。

### 元メンバー
- ルカ メランソン
  - ドラムス担当。インディーズ時代の名義はメランソンルカ。ポップ・パンクをルーツとしている。小学5年生の時に兄の影響でドラムスを始め、All Time Lowの楽曲をコピーする。

## ディスコグラフィ

### デジタルシングル
| 発売日                             | タイトル                                  | 収録作品                      |                               |                               |                               |
| インディーズ (ATSUGA RECORDS)      | インディーズ (ATSUGA RECORDS)             | インディーズ (ATSUGA RECORDS) | インディーズ (ATSUGA RECORDS) | インディーズ (ATSUGA RECORDS) | インディーズ (ATSUGA RECORDS) |
| ---------------------------------- | ----------------------------------------- | ----------------------------- | ----------------------------- | ----------------------------- | ----------------------------- |
| 2017年9月13日                      | Summer                                    | 2×3 BORDER                    |                               |                               |                               |
| インディーズ (BORDER-LESS RECORDS) |                                           |                               |                               |                               |                               |
| 2019年9月4日                       | Our State of Mind                         | Capture it                    |                               |                               |                               |
| メジャー (バップ)                  |                                           |                               |                               |                               |                               |
| 2019年11月27日                     | 19                                        | Capture it                    |                               |                               |                               |
| 2020年7月1日                       | 19 (空音 Remix)                           | 未収録                        |                               |                               |                               |
| 2020年7月22日                      | Party All Night (HiRAPARK Remix)          | 未収録                        |                               |                               |                               |
| 2020年9月2日                       | Headphones                                | Sweet Error                   |                               |                               |                               |
| 2020年10月7日                      | Irony                                     | Sweet Error                   |                               |                               |                               |
| 2020年11月11日                     | Last Will                                 | Sweet Error                   |                               |                               |                               |
| 2020年12月4日                      | Unbreakable / FAITH×DedachiKenta          | 未収録                        |                               |                               |                               |
| 2021年2月3日                       | Last Will (Rouno Remix)                   | 未収録                        |                               |                               |                               |
| 2021年6月2日                       | Stand Up and Scream It (Acoustic Version) | 未収録                        |                               |                               |                               |

### アルバム
|                                    | 発売日                        | タイトル                      | 規格                          | 規格品番                      | オリコン                      |
| インディーズ (Atsgua Records)      | インディーズ (Atsgua Records) | インディーズ (Atsgua Records) | インディーズ (Atsgua Records) | インディーズ (Atsgua Records) | インディーズ (Atsgua Records) |
| ---------------------------------- | ----------------------------- | ----------------------------- | ----------------------------- | ----------------------------- | ----------------------------- |
| 1st mini                           | 2017年11月15日                | 2×3 BORDER                    | CD                            | VPCC-81990                    | 圏外                          |
| インディーズ (BORDER-LESS RECORDS) |                               |                               |                               |                               |                               |
| 1st EP                             | 2018年8月8日                  | UN                            | CD                            | VPCC-82349                    | 178位 ※シングル扱い           |
| 2nd EP                             | 2019年4月10日                 | Yellow Road                   | CD                            | VPCC-86246                    | 150位                         |
| メジャー (バップ)                  |                               |                               |                               |                               |                               |
| 1st                                | 2020年1月15日                 | Capture it                    | CD                            | VPCC-86291                    | 61位                          |
| 2nd                                | 2021年4月28日                 | Sweet Error                   | CD                            | VPCC-86363                    | 77位                          |

#### 参加作品
| タイトル                  | 規格 | 備考 |
| ------------------------- | ---- | --- |
| 未確認フェスティバル 2017 | CD   | 2017年12月20日に発売されたロック・フェスティバル『未確認フェスティバル2017』のオムニバス。1stミニアルバム『2×3 BORDER』の収録曲「Summer」が収録されている。 |

## タイアップ一覧
| 使用年 | 楽曲              | タイアップ先                                                                           |
| ------ | ----------------- | -------------------------------------------------------------------------------------- |
| 2017年 | Bana Pla          | NHK-FM『ミュージックライン』2017年12月・2018年1月度オープニングテーマ                  |
| 2018年 | September7th      | 学校法人 信学会「主役は私だ。」2018年度 春CMソング                                     |
| 2018年 | Unexpected        | テレビ埼玉ほかドラマ『リケ恋〜理系が恋に落ちたので証明してみた。〜』オープニングテーマ |
| 2019年 | CHAMP             | ロードレース世界選手権『2019MotoGP』『2020MotoGP』イメージソング                       |
| 2019年 | Our State of Mind | テレビ東京系列バラエティ番組『ゴッドタン』2019年9月度エンディングテーマ                |
| 2020年 | Party All Night   | TBS系列情報ワイド・バラエティ番組『王様のブランチ』2020年1月度エンディングテーマ       |
| 2020年 | Party All Night   | JCOM 11チャンネル『TACTY STATION』エンディングテーマ                                   |
| 2020年 | Party All Night   | HBCテレビ『音ドキッ!』2月度オープニングテーマ                                          |
| 2020年 | Party All Night   | 富山テレビ『bbt music selection』2月度エンディングテーマ                               |
| 2020年 | Party All Night   | HIRORO CMソング                                                                        |
| 2020年 | 19                | TEENS Channelオリジナルソーシャルドラマ『2人の恋、交換してみた』劇中歌                 |
| 2020年 | Headphones        | 富山テレビ『bbt music selection』10月度エンディングテーマ                              |
| 2021年 | Headphones        | TEENS Channelオリジナルドラマ『恋するリプレイ』主題歌                                  |
| 2021年 | Yellow Road       | BSテレ東『都会を出て暮らそうよ BEYOND TOKYO』オープニングテーマ                        |
| 2021年 | Party All Night   | 長野朝日放送『駅テレマルシェ』オープニングテーマ                                       |
| 2021年 | Party All Night   | ABEMA SPECIALドラマ『ブラックシンデレラ』挿入歌                                        |

### その他
- Huluオリジナルドラマ『ブラを捨て旅に出よう～水原希子の世界一周ひとり旅～』 - 劇中使用曲（複数曲起用）

### ヘビーローテーション/パワープレイ

#### テレビ
| 放送年 | 曲名            | ヘビーローテーション/パワープレイ         |
| ------ | --------------- | ----------------------------------------- |
| 2020年 | Party All Night | 熊本県民テレビ『NEXT JACK』2月度NEXT JACK |

## 出演

### ラジオ
- SONAR'S ROOM（2020年、J-WAVE）※『SONAR MUSIC』内、水曜日担当[6]